# Пушкарівка (Сумський район)
Пушкарі́вка — село в Україні, у Сумській міській громаді Сумського району Сумської області. Населення становить 456 осіб. Колишній орган місцевого самоврядування — Битицька сільська рада.

## Назва
Певно сама назва села Пушкарівка з'явилась в царські часи, коли на місці села під час якоїсь із битв стояла оборона з гармат, або ж їх тут виготовляли.

## Географія
Село Пушкарівка знаходиться на правому березі річки Псел, вище за течією примикає село Битиця, нижче за течією на відстані 1,5 км розташоване село Зелений Гай, на протилежному березі — село Велика Чернеччина. По селу протікає струмок з греблею.

## Історія
12 червня 2020 року, відповідно до розпорядження Кабінету Міністрів України № 723-р «Про визначення адміністративних центрів та затвердження територій територіальних громад Сумської області», село увійшло до складу Сумської міської громади.
19 липня 2020 року, в результаті адміністративно-територіальної реформи та ліквідації Сумського району(1923—2020), увійшло до складу новоутвореного Сумського району.
8 серпня 2024 року близько 12 години у селі російські військові влучили у житловий будинок. За інформацією ОК “Північ”, яку вони оприлюднили у зведенні на сторінці у Фейсбук, росіяни вдарили по селу керованою авіабомбою. Поранення отримав мешканець Пушкарівки, його відвезли до лікарні. Внаслідок вибуху будівля одного будинку повністю зруйнована, у кількох сусідніх домогосподарствах зруйновані дахи, вибиті вікна. Про це розповів староста Битицького старостинського округу Артем Янченко.

## Відомі люди
- Ганіченко Роман Олександрович — український військовик, учасник російсько-української війни[6].
- Майдан Марк Степанович (1913—1945) — радянський вояк.
- Почема Пилип Овсійович (1897—1973) — радянський військовий діяч, генерал-майор.
- Савич Олексій Миколайович (1810—1883) — український астроном і геодезист.